# Tunjung Teja (plaats)
Tunjung Teja is een bestuurslaag in het regentschap Serang van de provincie Banten, Indonesië. Tunjung Teja telt 4023 inwoners (volkstelling 2010).